# Andrzej Świątkowski

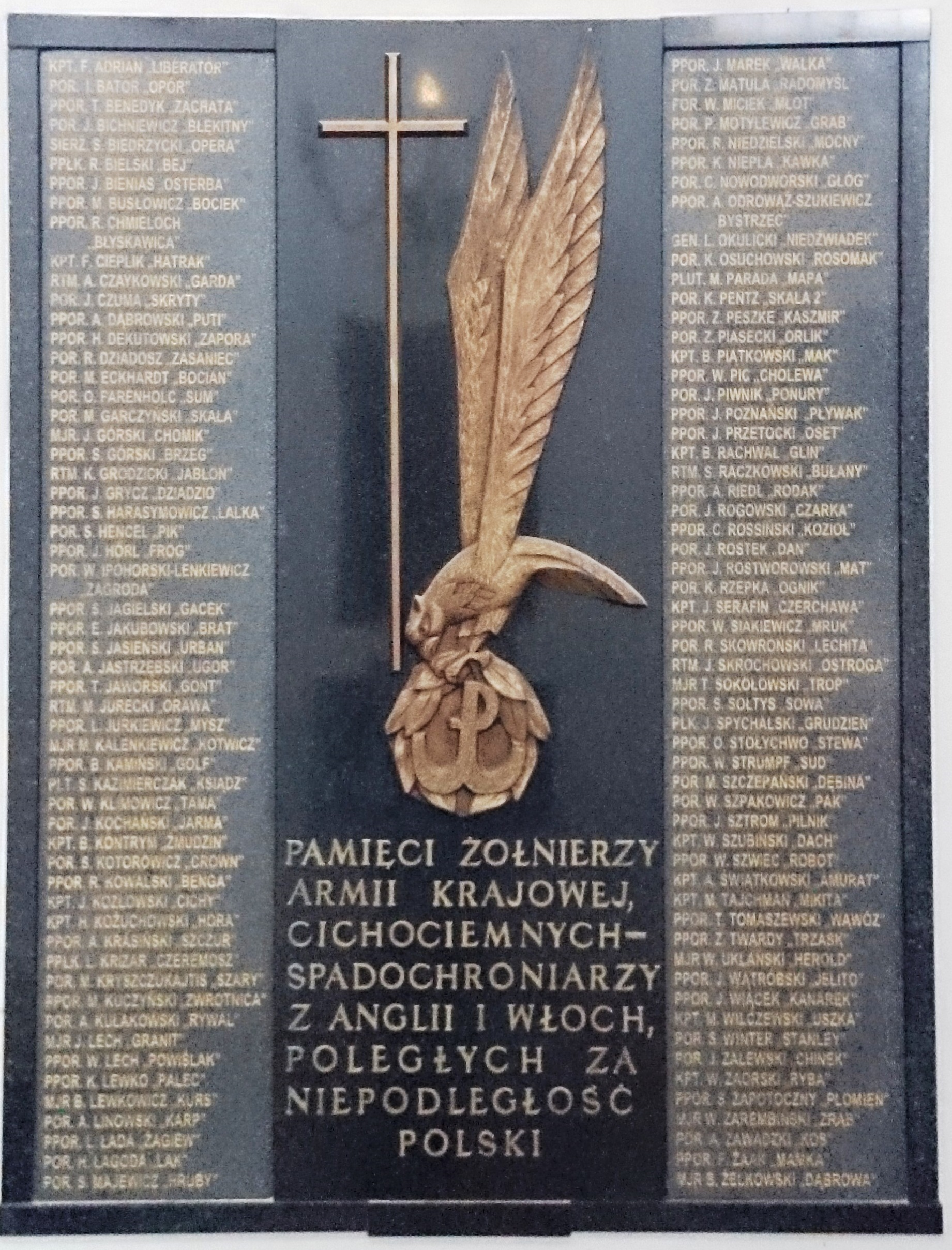
Tablica w kościele św. Jacka w Warszawie, upamiętniająca poległych cichociemnych, w tym Andrzeja Świątkowskiego

Leszek Andrzej Świątkowski vel Andrzej Markiewicz ps.: Amurat, Akmet (ur. 14 stycznia 1906 w Warszawie, zm. 28 grudnia 1941 w Brzozowie Starym) – polski architekt, kapitan artylerii rezerwy Wojska Polskiego, Polskich Sił Zbrojnych i Armii Krajowej, cichociemny.

## Życiorys
Był synem Seweryna, inżyniera, i Marii z domu Łęskiej. W 1926 roku zdał maturę w Gimnazjum Męskim Towarzystwa Szkoły Mazowieckiej. W latach 1927–1938 studiował na Wydziale Architektury Politechniki Warszawskiej. Otrzymał dyplom inżyniera architekta. Był działaczem Bratniaka, Stronnictwa Narodowego, Obozu Wielkiej Polski i Obozu Narodowo-Radykalnego. W czasie studiów odbywał szkolenia i praktyki wojskowe. Pracował również zawodowo. W maju 1939 roku wyjechał na 3-letni kontrakt do Afganistanu.
Wybuch wojny zastał go w Kabulu. W kwietniu 1940 roku dotarł do Francji, gdzie został skierowany do Ośrodka Wyszkolenia Oficerów Artylerii w Vichy. Po upadku Francji został ewakuowany do Wielkiej Brytanii, gdzie został przydzielony do 3 dywizjonu artylerii lekkiej 3 Brygady Kadrowej Strzelców na stanowisko oficera zwiadowczego dywizjonu i oficera ogniowego 1 baterii. Następnie służył w 4 Brygadzie Kadrowej Strzelców i w 1 Samodzielnej Brygadzie Spadochronowej. 

## Cichociemny
Po przeszkoleniu w dywersji został zaprzysiężony 7 listopada 1941 roku w Oddziale VI Sztabu Naczelnego Wodza w Londynie. Zrzutu dokonano w nocy z 27 na 28 grudnia 1941 roku w ramach operacji „Jacket” dowodzonej przez por. naw. Mariusza Wodzickiego. Ekipa została zrzucona pomyłkowo na terenie Rzeszy, w okolicy Brzozowa Starego. Świątkowski zginął rano w walce z niemieckimi celnikami i strażą graniczną. W grupie tej zrzuceni byli również  kpt. Maciej Kalenkiewicz „Kotwicz”, por. Alfred Paczkowski „Wania” i rtm. Marian Jurecki „Orawa” oraz dwóch kurierów. Kalenkiewicz (ranny w czasie tych walk) i Paczkowski oraz kurierzy przedostali się do Warszawy. Jeden z kurierów, Tadeusz Chciuk opisał to wydarzenie w książkach Koncert. Opowiadanie cichociemnego i Raport z podziemia 1942, w których pisze, że Świątkowski w czasie obławy na miejscu lądowania zastrzelił rannego Orawę i siebie.
Jurecki i Świątkowski zostali pochowani na tutejszym cmentarzu.

## Awanse
- podporucznik – ze starszeństwem z dniem 1 stycznia 1933 roku
- porucznik – ze starszeństwem z dniem 1 stycznia 1938 roku
- kapitan – 28 grudnia 1941 roku.

## Odznaczenia
- Krzyż Srebrny Orderu Wojennego Virtuti Militari nr 13419[1]
- Krzyż Walecznych
- Medal za Ratowanie Ginących (1941).

## Upamiętnienie
- Szkoła podstawowa w Brzozowie Starym nosi imię „Żołnierzy AK Cichociemnych” i pielęgnuje pamięć o cichociemnych zrzuconych w tej okolicy[2]. W tej samej wsi znajduje się Skwer im. Żołnierzy AK Cichociemnych: rtm. Mariana Jureckiego i kpt. Andrzeja Świątkowskiego[3];
- W lewej nawie kościoła św. Jacka przy ul. Freta w Warszawie odsłonięto w 1980 roku tablicę Pamięci żołnierzy Armii Krajowej, cichociemnych – spadochroniarzy z Anglii i Włoch, poległych za niepodległość Polski. Wśród wymienionych 110 poległych cichociemnych jest Andrzej Świątkowski.